# Villarino de los Aires
Villarino de los Aires – gmina w Hiszpanii, w prowincji Salamanka, w Kastylii i León, o powierzchni 102,64 km². W 2011 roku gmina liczyła 938 mieszkańców.